# سکینه آخوندزاده
سکینه آخوندزاده (به ترکی آذربایجانی: Səkinə Axundzadə) نمایش‌نامه‌نویس و نویسنده زن اهل جمهوری آذربایجان زادهٔ ۱۸۶۵ در شهر قوبا یا قُبه و درگذشتهٔ ۱۹۲۷ در باکو است. او نخستین زن نمایشنامه‌نویس ادبیات آذربایجان شناخته می‌شود.

## زندگی‌نامه
سکینه آخوندزاده خواندن و نوشتن را در خانه و در محضر پدر شاعرش با نام مستعار «فدا» فرا گرفت. در جوانی به همراه شوهر خود مدرسه‌ای لائیک در زادگاهش تأسیس کرد. این اقدام که با اعتراض شدید متعصبان اسلام‌گرا روبه‌رو شد، منجر به ترور شوهرش گردید و سکینه ناگزیر شد به باکو بگریزد.
در ۱۹۰۱، او در باکو از جمله زنان پیشگام آذربایجانی شد که حرفهٔ معلمی را پیشه کرد و در اولین مدرسهٔ لائیک دخترانه به تدریس زبان آذری و ادبیات پرداخت. این مدرسه که در نوع خود در سراسر منطقهٔ ماورای قفقاز مانندی نداشت، به لطف کمکهای مالی زین‌العابدین تقی‌یف خیرخواه و فرهنگ‌دوست تأسیس شده بود. همین سرمایه‌دار کمی بعد بانی ساخت سالن تئاتری در باکو شد. سکینه آخوندزاده در پی آن در ۱۹۰۴، نخستین نمایشنامهٔ خود را با عنوان «منفعت علم» (به ترکی آذربایجانی: Elmin bəhrəsi) به روی صحنه برد. این نمایش که با اقبال عمومی روبه‌رو شد، آخوندزاده را ترغیب به نوشتن نمایشنامه‌های دیگری کرد که از معروفترین آنها می‌توان از «عروس و مادرشوهر» و «نتیجهٔ ظلم» (۱۹۱۷) نام برد.
سکینه آخوندزاده علاوه بر آثار نمایشی، رمانی هم با عنوان «شاهزاده ابوالفضل و رعنا خانم» (۱۹۱۸) در کارنامهٔ خود دارد. این رمان دربردارندهٔ ۲۶۰ مصراع دلکش است.